# Вулиця Луцька (Львів)
Ву́лиця Луцька — вулиця у Залізничному районі міста Львова, в місцевості Сигнівка. Починається від будинку на вулиці Городоцькій, 218а та прямує до залізниці. Прилучаються вулиці Рівненська, Ірчана та Ліщинова.

## Історія
Виникла на початку XX століття у складі передміського селища Сигнівка. Ще 1927 року вулиця отримала назву Блотна. Після входження селища до меж міста 11 квітня 1930 року, вулиці колишнього села були перейменовані або ж новоутвореним вулицям надавалися певні назви. Так, у 1935 році перейменована на вулицю Леопольського, на пошану польського художника Вільгельма Леопольського. Сучасна назва вулиця Луцька, походить з 1946 року, на згадку про українське місто Луцьк, обласний центр Волинської області.

## Забудова
Забудова вулиці Луцької — одноповерхова садибна, нові індивідуальні забудови.